# Piroxmangita
La piroxmangita és un mineral de la classe dels silicats. Va rebre el seu nom l'any 1913 per William E. Ford i W. M. Bradley dels termes piroxè i manganès, en al·lusió a la seva estructura i el seu contingut en manganès.

## Característiques
La piroxmangita és un inosilicat de fórmula química MnSiO₃. Cristal·litza en el sistema triclínic. La seva duresa a l'escala de Mohs es troba entre 5,5 i 6. És una espècie polimorfa de la rhodonita i d'una altra espècie sense anomenar: UM1975-18-SiO:Mn. Forma una sèrie de solució sòlida amb la piroxferroïta.
Segons la classificació de Nickel-Strunz, la piroxmangita pertany a «09.DO - Inosilicats amb 7-, 8-, 10-, 12- and 14-cadenes periòdiques» juntament amb els següents minerals: piroxferroïta, pel·lyïta, nordita-(Ce), nordita-(La), ferronordita-(Ce), manganonordita-(Ce), ferronordita-(La), alamosita i liebauïta.

## Formació i jaciments
Va ser descoberta a Iva, a Carolina del Sud (Estats Units), però va ser redefinida més tard com a piroxferroïta, ja que té Fe > Mn. La piroxmangita ha estat descrita en més d'un centenar i mig de localitats. Als territoris de parla catalana se n'ha trobat únicament a la mina Serrana, a El Molar (Priorat, Tarragona), on va ser descoberta l'any 1975.